# M'kaela White
M'kaela Shanice White (5 gennaio 1998) è una pallavolista statunitense, centrale delle Orlando Valkyries.

## Carriera

### Club
La carriera di M'kaela White inizia nei tornei scolastici del Maryland, a cui prende parte con la Parkdale HS; parallelamente gioca anche a livello di club giovanili con il Metro American e il Capital City Elite. Dopo il diploma parte alla NCAA Division I dal 2016 al 2019 con la James Madison.
Nel finale della stagione 2020-21 sigla il suo primo contratto da professionista con il Viesti Salo, con cui partecipa alla Lentopallon Mestaruusliiga dal febbraio 2021 e si aggiudica lo scudetto. Nella stagione seguente è invece di scena nella Serie A1 italiana, dove veste la maglia del Casalmaggiore. Dopo un'annata in Romania, disputando la Divizia A1 con il Voluntari, torna in patria per disputare la Pro Volleyball Federation 2024 con le Orlando Valkyries.
Disputa poi la quarta edizione dell'Athletes Unlimited e, rientrata poi in forza alle Orlando Valkyries per la Pro Volleyball Federation 2025, si aggiudica il titolo nazionale.

## Palmarès

### Club
- Campionato finlandese: 1

2020-21
- PVF: 1

2025